# 레기오 S반 도나우일러
레기오 S반 도나우일러(독일어: Regio-S-Bahn Donau-Iller)는 독일 울름 및 노이울름 광역권에서 운행하는 광역철도 시스템이다. 울름 중앙역을 중심으로 운영하며, 레기오 S반(RS) 노선 외에도 다른 철도 대중교통이 연결된다.

## 계획
2012년 11월 도나우일러 지역협회(Regionalverband Donau-Iller, RVDI)에서는 8개 노선 규모의 레기오 S반 노선 개념을 제안했다. 계획안 이름은 Regio-S-Bahn Donau-Iller 202X였으며 계획 예산은 당시 기준으로 시설 개선 7400만 유로이며, B/C 비율은 1.7이었다. 2017년 12월 27일 바덴뷔르템부르크주 및 울름시는 S반 건설에 대한 협약을 맺었다. 울름시, 알브도나우군, 비버아흐군, 하이덴하임군은 공동으로 S반 노선을 건설하며 인접한 바이에른주 지역까지 확대할 계획이었다. 이를 통해서 철도 교통의 상태를 개선할 계획이었다. S반 구간에서 승강장 높이를 55 cm로 통일할 계획이었다.
2018년 9월 28일 당시 바이에른 교통부장관 일제 아이그너(Ilse Aigner)는 노이울름에서 레기오 S반 도나우일러 협회와 협력 계약을 체결했다. 바이에른 측에서는 울름-메밍겐간 S반 노선을 건설할 예정이었다. 이 노선은 독일에서 교통량이 상위권에 있는 단선 철도 노선으로, 노이울름-젠덴 구간은 매일 약 7500명의 이용객이 있었다. 선로 용량 증대와 전철화는 동시에 진행될 예정이었다. 이 노선은 바이에른주의 전철화 전략에 포함되어 있으며 연방교통부에서 주최하는 특별 프로그램에 포함되었다.
2019년 7월에는 바덴뷔르템베르크주와 바이에른주 교통부 장관이 공동으로 전체 노선망에 대한 B/C 비용 계산에 합의했다. 최소한 1.0이 되어야 연방정부로부터 공사에 필요한 자금을 지원받을 수 있었다. 2021년 2월 레기오 S반 도나우일러 협회에서는 PTV Transport Consult GmbH에 조사를 의뢰했고, 2023년에 발표될 예정이다. 2021년 2월에는 철도 시설 개선 계획 및 공사 비용으로 약 7억 유로를 예상했다.
2021년 3월에는 바덴뷔르템베르크주 교통부와 레기오 S반 도나우일러 협회에서 향후 노선망 및 서비스 계획이 포함된 프로젝트 계획을 확정했다.

## 운영
S반 시스템 도입은 2020년 12월에 시작되었다. 울름-메밍겐간 RB 노선이 레기오 S반(RS 7, RS 71)으로 변경되었다. 이 노선에 새로 투입된 열차는 오염 물질의 배출을 감소시켰으며 게를렌호펜역에 정차 횟수가 더 늘어났다.
2021년 12월 12일 시간표 개정에서 울름-비버아흐(RS 2), 울름-문더킹겐(RS 3), 울름-알렌(RS 5) 노선이 운행을 시작했다. 울름, 라우프하임, 비버아흐 구간을 운행하는 RS 21 노선의 출퇴근 시간대에 증편되었고 디젤 동차를 전동차로 변경했다. RS 3 및 RS 5 노선은 별도의 증편이 없었다.
2022년 12월 11일에는 월요일부터 금요일까지 RS 2와 RS 21 노선의 울름-비버아흐 구간 및 RS 3 노선의 울름-헤를링겐 구간에 30분 배차가 도입되었다.